# Ахей (генерал)
Вижте пояснителната страница за други личности с името Ахей.
Ахей Млади (на старогръцки: Ἀχαιός, Achaios; † 213 пр.н.е. в Сарди) e генерал в Селевкидската империя и крал на Мала Азия от 220 пр.н.е. до 213 пр.н.е.
Ахей Млади е правнук на Селевк I Никатор и служи първо, както баща си Андромах и своя дядо Ахей Стари като генерал на царството. Неговата леля Лаодика II е съпруга на Селевк II Калиник и майка на Антиох III.
Ахей се жени през 220 пр.н.е. за Лаодика, дъщерята на Митридат II (Понт) и Лаодика.
През 223 пр.н.е. Ахей придружава Селевкидския цар Селевк III в поход в Мала Азия. Когато той е убит, войската предлага Ахей за негов наследник, но той отказва за сметка на Антиох III, по-малкият брат на убития. След това Ахей е определен заради неговата вярност за вице-крал на Мала Азия. Tой въстава 216 – 213 пр.н.е. против Антиох III и две години е обсаден в замъка на неговия главен град Сарди. Той се опитва да избяга, но е хванат и екзекутиран.